# Muntanyes Dafla
Les muntanyes Dafla (Dafla Hills) són una secció de la cadena de l'Himàlaia al nord de Darrang i Lakhimpur, a Assam i fins a Arunachal Pradesh. És habitat pels dafla. Sota els reis ahoms d'Assam els dafla feien incursions a les planes on recaptaven diners forçadament fins que fou considerat un dret; aquesta costum va durar fins al 1852 quan els britànics els van fer renunciar al suposat dret a canvi d'un subsidi. El 1872 un poble habitat per l'ètnia dafla a Assam fou arrasat per membres d'altres pobles de la mateixa ètnica procedents de la muntanya, sota acusació d'haver escampat una epidèmia; dues persones van morir i 44 van ser fetes presoneres; un bloqueig establert pels britànics no va reeixir i van haver d'enviar una força (1874-1875) que va alliberar els presoners que encara vivien.